# Tafers
Tafers (franska: Tavel) är en ort och kommun i kantonen Fribourg i Schweiz. Kommunen har 7 900 invånare (2023).
Tafers är huvudort i distriktet Sense. Den 1 januari 2021 inkorporerades kommunerna Alterswil och Sankt Antoni in i Tafers.